# 四国コカ・コーラプロダクツ
四国コカ・コーラプロダクツ株式会社（しこくコカ・コーラプロダクツ）は、かつて存在した四国コカ・コーラボトリングの子会社。

## 概要
愛媛県西条市小松町妙口甲806-1に本社を置き、飲料水の製造を行っていた。資本金は5,000万円。

## 沿革
- 2006年3月3日 - 四国コカ・コーラボトリング小松第1・2工場が分社化され設立。
- 2014年1月1日 - 四国コカ・コーラボトリングに吸収合併され解散。

## 事業所
- 小松第1工場 - 愛媛県西条市小松町妙口甲78
- 小松第2工場 - 愛媛県西条市小松町妙口甲806-1